# المدرسة الأمريكية (الكويت)
المدرسة الأمريكية في الكويت هي مدرسة أمريكية دولية تقع في شرق، الكويت. تأسست المدرسة في عام 1964. تدرس جميع الفئات العمرية من الإبتدائية إلى الثانوية. المنهج التعليمي للمدرسة يقوم على كل من المنهج الأمريكي وكذلك المنهج الموضوع من قبل وزارة التربية والتعليم الكويتية.

## التاريخ
في عام 1963 ، بدأت مجموعة من أولياء الأمور الأمريكيين بفكرة تأسيس مدرسة دولية جديدة في الكويت ، وبالفعل بدأ الفصل الدراسي الأول لهذه المدرسة الجديدة في شهر سبتمبر 1964، وتحديدا في منطقة دسمان بشرق مدينة الكويت ، وكانت تُعرف باسم مدرسة الكويت الدولية ، وفي عام 1969 ، إنقسم حرم مدرسة الكويت الدولية إلى حرمين جامعيين ، أحدهما في منطقة سلوى والآخر في منطقة السرة ، وقد ضمّ فرع منطقة سلوى المدرسة الابتدائية ، بينما ضمّ فرع منطقة السرة المدرستين المتوسطة والثانوية ، وقد حصلت المدرسة على الاعتماد الأمريكي الأولي من رابطة الولايات الوسطى عام 1971 ، وظلّت تحصل عليه باستمرار منذ ذلك الحين.

## الغزو العراقي للكويت
أُغلقت المدرسة خلال الفصل الدراسي 1991 - 1990 بسبب أحداث الغزو العراقي للكويت ، ثم أُعيد افتتاحها في عام 1991 ، وخلال صيف عام 1994 ، إنتقل فرع المدرسة في منطقتي السرة وسلوى ، إلى فرع جديد يقع في منطقة حولي ، وقد جمع الموقع الجديد  طلاب المراحل الابتدائية والمتوسطة والثانوية في فرع واحد مع بداية الفصل الدراسي 1995 - 1994 ، ولا تزال المدرسة في هذا الموقع منذ ذلك الحين.

## الاعتماد الدولي
تم اعتماد «المدرسة الأمريكية في الكويت» من قبل: nnn 
- رابطة الولايات الوسطى للكليات والمدارس (MSA).

## الروابط الخارجية
1. ↑  the high school received it initial U.S. Accreditation from The Middle States Association of Colleges and Secondary Schools in 1971.، ask.edu.kw. نسخة محفوظة 27 يوليو 2017 على موقع واي باك مشين.

- US Office of Overseas Schools report
- Review from the Good Schools Guide International